# Aeroportul Grand Strand
Aeroportul Grand Strand (IATA: CRE, ICAO: KCRE, FAA LID: CRE) este un aeroport din Carolina de Sud, Statele Unite ale Americii ce deservește zona North Myrtle Beach⁠(d). Aeroportul a fost tranzitat în 2017 de 160 de pasageri.
Situat la o altitudine de 9 m, aeroportul dispune de 1 pistă.

## Infrastructură

### Piste
Aeroportul dispune de o singură pistă. Pista 05/23 are suprafața de asfalt și dimensiunile 5.997 picioare × 100 picioare. 